# Terror House
The Terror House est une attraction de type maison hantée ouverte en 2016 et précédemment entre 2007 et 2012. Située dans le parc de loisirs français Walygator Grand Est en Lorraine, à Maizières-lès-Metz. Elle fut également un restaurant et une maison hantée saisonnière.

## Historique

### TimgadetMesopotamia(1989 - 1990)

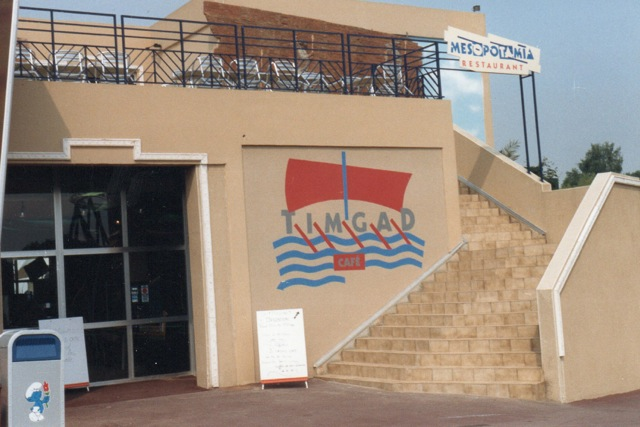
Timgad et Mesopotamia en 1989

Le 9 mai 1989 est inauguré Big Bang Schtroumpf. Il s'agit alors d'un grand projet dans le domaine des loisirs en France. Le bâtiment accueillant Terror House est à cette époque un point de restauration attaché au quartier Cité des eaux. Sismic Panic et Odisséa étaient les deux attractions-phare de cette section. Le rez-de-chaussée de la bâtisse est occupé par Timgad, un café. Le 1er étage est Mesopotamia, un restaurant italien de type pizzeria doté d'une terrasse.
À la suite de la faillite de Big Bang Schtroumpf, le groupe Walibi acquiert le parc mosellan et y opère de nombreux changements. Walibi Schtroumpf ouvre officiellement ses portes le samedi 20 avril 1991. Les concepteurs de Big Bang Schtroumpf ayant vu trop grand, le duplex de Timgad et Mesopotamia est fermé car le parc n'avait pas besoin de tant de points de restauration. La tour du bâtiment est décorée pour imiter une ancienne tour en briques.

### Maison hantée saisonnière (2001 - 2006)
Le site de loisirs passe dans l'escarcelle de l'opérateur américain de parcs d'attractions Premier Parks Inc.,. L'acquisition est annoncée en décembre 1997 et est clôturée début 1998.
En 2000, la société américaine ouvre avec succès pour la période d'Halloween quelques-uns de ces parcs en Europe. Le site lorrain se met aux couleurs de l’événement pour la première fois en 2001. L'Halloween Horror Fest a lieu les quatre weekends d'octobre, du 6 au 28. Pour cet événement saisonnier, la bâtisse de Timgad et Mesopotamia est métamorphosée en maison hantée saisonnière,. Le parcours arpenté par des groupes de huit à dix personnes s'étend sur le rez-de-chaussée. Cette maison hantée est en fonction à la période d'Halloween jusqu'au changement de nom du parc.

### Terror House(2007 - 2012)
Le 6 avril 2007, Walygator Parc est officiellement ouvert et propose comme nouveauté principale Terror House,. La maison hantée saisonnière est accessible désormais tout au long de la saison d'ouverture du site mosellan. L'entreprise belge Giant est chargé de créer une nouvelle façade en adéquation avec le thème de château hanté. Spécialisée dans la technique du béton sculpté, elle est déjà maître-d'œuvre en 1994 de la façade du parcours scénique Manoir hanté à Nigloland,,. L'attraction se compose de deux étages. L'entrée de l'étage supérieur se situe sur le toit de l'attraction, ce qui était la terrasse du restaurant lorsque celui-ci était en fonction. Après être passé devant un agent de sécurité qui veille à ce que les personnes de moins de 14 ans n'entrent pas, les visiteurs évoluent dans un labyrinthe, éclairés à la lumière noire. Cet étage est pourvu de machines au sol, installées initialement dans les palais du rire. Lorsque la traversée du labyrinthe est terminée, les personnes se retrouvent à l'endroit où elles sont entrées pour ensuite descendre les escaliers pour accéder à l'étage inférieur. Le promeneur évolue dans plusieurs salles animées par des acteurs ; sang sur le mur, corps déchiquetés et monstres effrayent les visiteurs. Les promeneurs avancent tout d'abord dans une boucherie, puis dans le noir avec des morceaux de corps déchiquetés au-dessus de leur tête, ensuite dans une salle de bains, une chambre et enfin un long couloir qui mène à la sortie.

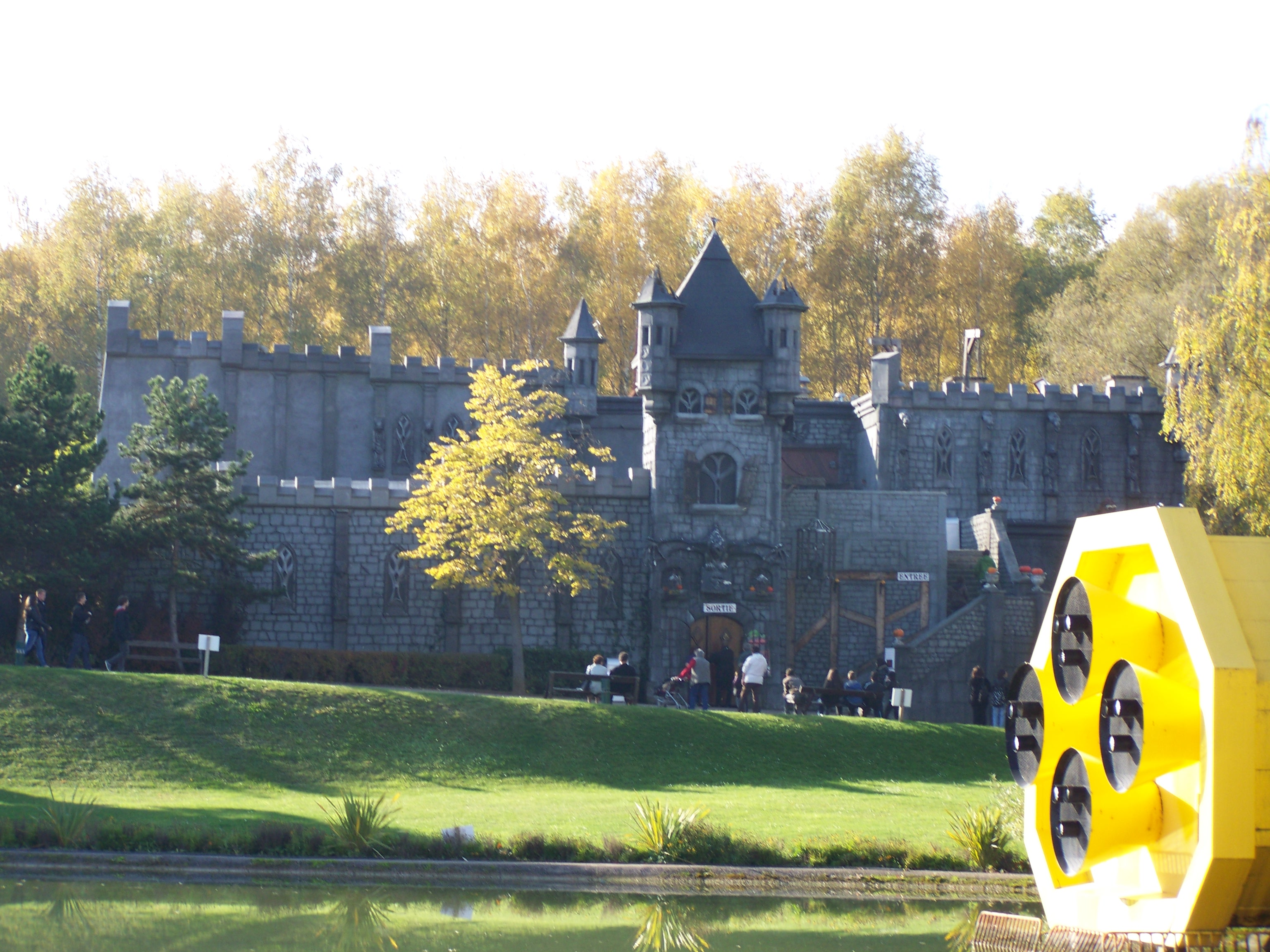
Vue globale du bâtiment
Logo de Terror House
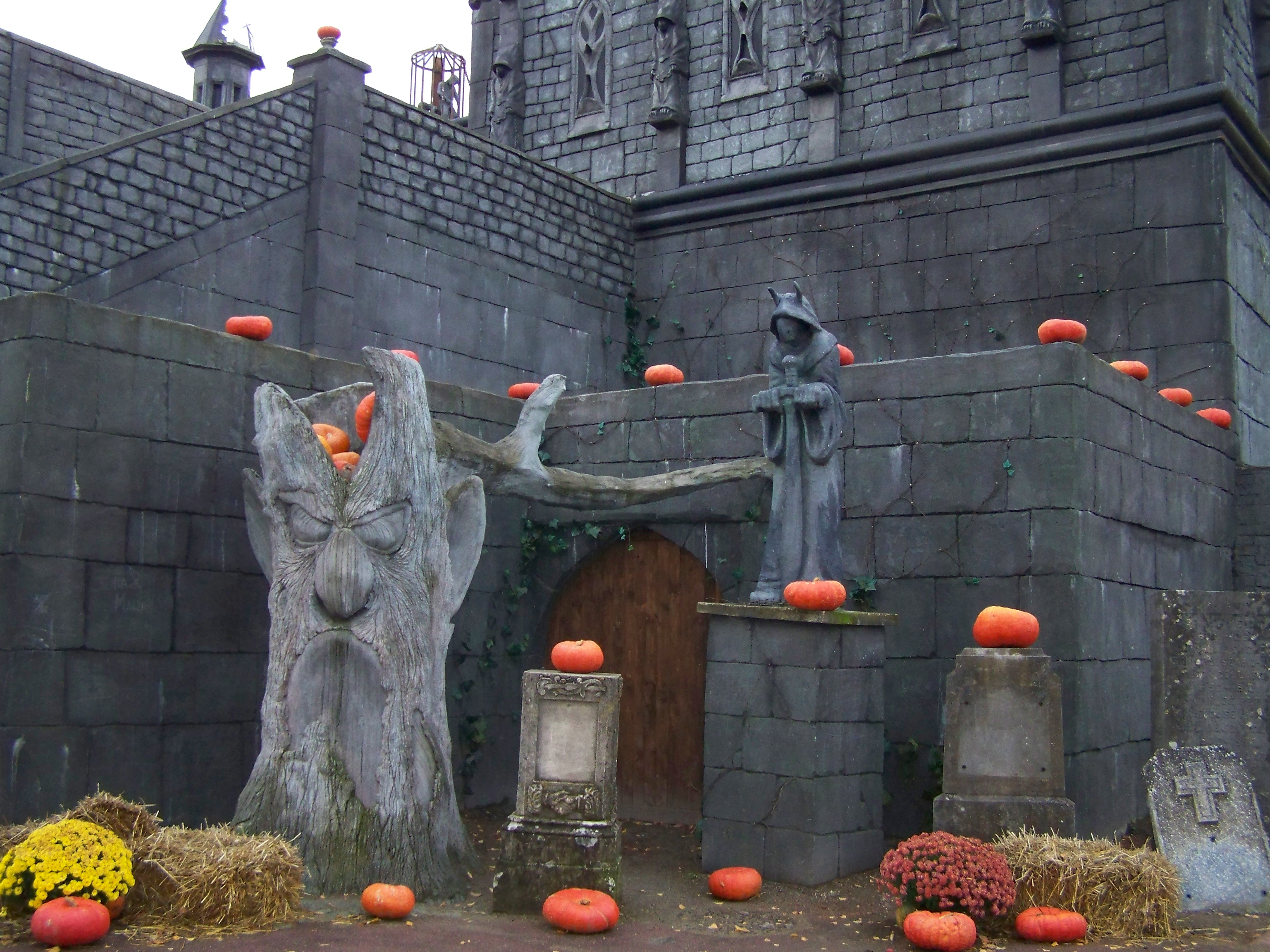
Décors durant la saison d'Halloween

### Désaffectation et projet de train fantôme (2013 - 2016)
Le 21 novembre 2012, le parc de loisirs est placé en redressement judiciaire. Le 6 mars 2013, le tribunal se prononce pour le rachat par quatre associés. La direction prend la décision de fermer l'attraction à cause de l'absence de sécurité incendie et de sortie de secours. Son projet est de la convertir en train fantôme dont l'ouverture est prévue entre 2015 et 2017,. En 2016, la direction cède ses parts dans le parc au groupe espagnol Aspro-Ocio via sa filiale luxembourgeoise CLP. Le projet de conversion n'aboutit donc pas.

### Réouverture de laTerror House(depuis 2016)
Le parc, dont le nouveau directeur est Walter Synold, déclare avoir investi dans plusieurs domaines dont près d'un million d'euros en travaux dans Terror House. L'attraction rouvre pour Halloween sous forme de maison hantée plus familiale. Les décors proviennent partiellement d'une attraction similaire située à Wasalandia, parc de la région Ostrobotnie en Finlande et alors également propriété d'Aspro-Ocio. Ouverte en 1991, la maison hantée finnoise ferme en même temps que le parc qui cesse ses activités en raison du faible nombre de visiteurs après l'été 2015. Il était le cinquième parc de Finlande.
L'intérieur de la Terror House est presque totalement rasé pour faire place à cette nouvelle version et pour la mise aux normes de l'attraction. Le parcours reprend celui utilisé précédemment, la restriction d'âge n'existe plus mais passe désormais à une restriction de taille de minimum 1m20 pour participer à l'attraction, enfin, le nombre de personnes composant les groupes est moins élevé. À partir de la saison 2017, la Terror House est accessible à l'année,.